# Projet de centrale nucléaire de Plogoff
Le projet de centrale nucléaire de Plogoff est un projet d'installation par EDF d'une centrale nucléaire sur la commune de Plogoff dans le Finistère en Bretagne. La mobilisation populaire que ce projet déclenche contre lui entre 1978 et 1981 aboutit à l'abandon de ce projet. Ce mouvement antinucléaire s'inscrit dans une époque marquée par la naissance de l'écologie politique dans le monde entier.

## Site de Plogoff
Plogoff est une commune de Basse-Bretagne située à proximité de la pointe du Raz dans le Finistère. La centrale nucléaire aurait été située en bordure de la baie d'Audierne.

## Chronologie des évènements
En réaction au premier choc pétrolier qui a lieu en octobre 1973, le premier gouvernement Pierre Messmer accélère le programme nucléaire civil et lance le 5 mars 1974 un programme ambitieux de 13 tranches (unités de production) de 900 mégawatts en six ans (pour un coût estimé à 13 milliards de francs), planifiant la construction de 200 centrales en France jusqu'à l'an 2000.
En 1975, un accord de principe est pris entre les conseils généraux et le Conseil économique et social pour la construction d'une centrale nucléaire en Bretagne sur 167 hectares de landes bretonnes (4 unités de production de 1 300 MW chacune, soit une puissance totale de 5 200 MW). La prospection en Bretagne retient cinq sites : Beg an Fry en Guimaëc, Ploumoguer, Plogoff (près de la pointe du Raz), Saint-Vio à Tréguennec et Erdeven. En juin 1976, les ingénieurs d'EDF entament les premiers forages de reconnaissance, ce qui provoque les premières réactions importantes des populations jusque là peu informées. La mobilisation à Erdeven et à Ploumoguer sont telles que ces sites sont rapidement écartés.
Un comité de défense se crée le 6 juin, à l'initiative du maire de Plogoff, Jean-Marie Kerloch. Le 8 juin, les Plogoffites dressent des barrages à l'entrée de leur commune pendant trois jours, les géologues et techniciens d'EDF devant céder. Le 11 septembre 1978, ce comité décide de créer un GFA (sur le modèle de celui du Larzac) pour rendre plus difficiles les procédures d'expropriations. Malgré la structuration de ce mouvement antinucléaire, notamment à travers les CLIN et les CRIN, le site de Plogoff est retenu le 12 et 25 septembre 1978 par le Conseil économique et social de Bretagne et le conseil général du Finistère. Le 29 novembre 1978, le conseil général du Finistère se prononce pour l'implantation d'une centrale nucléaire à Plogoff par 28 voix contre 17, marquant la fin de la période de la « centrale baladeuse ».
Lʼopposition citoyenne ne faiblit pas : début mai 1979, le comité de défense décide d'installer la bergerie alternative de Feunteun-Aod sur le GFA. Le 30 janvier 1980, les dossiers pour l'enquête d'utilité publique sont réceptionnés à la mairie de Plogoff, devant laquelle ils sont brûlés l'après-midi même. Les autorités préfectorales répondent en louant des camionnettes faisant office de « mairies annexes » (protégées par des gendarmes) pour recueillir les avis favorables de la population, si bien que l'enquête d'utilité publique peut débuter le 31 janvier 1980.
Pendant l’enquête publique, une radio libre — Radio Plogoff — commence à émettre. Elle diffuse des programmes radiophoniques jusqu’à la victoire des socialistes en 1981. 
Après l'enquête publique, des manifestations ont lieu, tournant à des affrontements parfois violents avec les CRS. À plusieurs reprises, des manifestants sont interpellés et jugés pour dégradation de bâtiment public et jets de projectiles, la lutte étant désormais perçue comme le combat des « pierres contre des fusils ». 
Le 16 mars 1980, 50 000 personnes manifestent à l'occasion de la clôture de l'enquête d'utilité publique. Le 24 mai 1980, 100 à 150 000 manifestants fêtent la fin de la procédure, 50 à 60 000 restent pour le fest-noz qui clôt la fête.
Le 9 avril 1981, lors de son meeting à Brest, le candidat François Mitterrand déclare que Plogoff « ne figure ni ne figurera » dans le plan nucléaire qu'il mettrait en place s'il était élu. Conformément à sa promesse de campagne, le communiqué du 3 juin 1981, publié après le Conseil des ministres du Gouvernement Mauroy du Président Mitterrand, confirme l'abandon des projets d'extension du camp militaire du Larzac et de construction de la centrale nucléaire de Plogoff. Au lieu de cela, la centrale électrique de Cordemais s'est vu ajouter deux unités au charbon, chacune de 600 MW, en 1983 et 1984. Une centrale à cycle combiné gaz de 446 MW, située sur la commune de Landivisiau, au nord du département du Finistère, entre en production le 31 mars 2022.

## Les femmes de Plogoff
Les femmes ont eu un rôle particulièrement important dans cette mobilisation,,. Beaucoup sont femmes de marins, et donc souvent seules au foyer. Avec les jeunes et les retraités, ce sont elles qui sont le plus présentes au village et sont très actives dans cette lutte.
Lorsque les camionnettes, protégées par des gardes mobiles, sont mises en place pour faire office de mairie annexe, les femmes entament une guerre de nerfs avec les gendarmes. Pendant les six semaines de l'enquête publique, elles se mobilisent quotidiennement, restent des heures, certaines des journées entières devant les gardes, elles leur parlent, parfois découragent les plus jeunes. Au moment du départ des mairies annexes à 17 h, les hommes et les militants antinucléaires de la région viennent rejoindre ces femmes. Cette « messe de cinq heures » prend souvent une tournure plus violente, donnant lieu à l'utilisation de cocktails Molotov, les gendarmes ripostant par des grenades offensives.
Lors des affrontements les femmes sont aussi aux premiers rangs, barrant la route aux gendarmes. Parmi elles, Annie Carval devenue présidente du comité de défense (à la place de Jean-Marie Kerloc'h, à qui il est reproché de se laisser influencer par EDF), ou Amélie Kerloc'h première adjointe puis maire de la commune. Cette dernière encourage les habitants à barrer les voies d'accès à Plogoff pour en faire « une île inaccessible aux forces de polices ».
Un film, Plogoff, des pierres contre des fusils, raconte les événements et montre la mobilisation des femmes, qui harcèlent les jeunes gardes mobiles chaque jour, faisant craquer plusieurs d'entre eux. A la tête de la mobilisation de Plogoff, Amélie Kerloc'h, première adjointe de Plogoff, que l'on voit, dans le film, exhorter des manifestants révoltés à "faire de Plogoff une île", et Annie Carval, présidente du comité de défense. Tourné pendant les six semaines de l'enquête d'utilité publique, au cœur des événements, Plogoff, des pierres contre des fusils a été réalisé par Nicole Le Garrec, avec Félix Le Garrec à l'image et Jakez Bernard au son. Sorti au cinéma en novembre 1980 (avant l'abandon du projet), ce film a été restauré en 2019, sélectionné à Cannes Classics 2019 (la sélection des films de patrimoine du Festival de Cannes). Il est ressorti en salles de cinéma le 12 février.
Un livre, Femmes de Plogoff, a été publié par Renée Conan et Annie Laurent, rapportant les propos des femmes de Plogoff. Elles y racontent l'apprentissage de la lutte, la violence à laquelle elles ont été confrontées, leur vie de famille qui a changé pendant cette période, le courage dont elles ont fait preuve, les liens qui se sont créés entre elles mais aussi avec d'autres luttes, ailleurs. 
Un spectacle a été mis en scène d'après cet ouvrage par Laëtitia Rouxel (dessin), Brigitte Stanislas (lecture), et Patrice Paichereau (musique).

## Forces de l'ordre
Onze escadrons de gendarmes mobiles sont déployés à Pont-Croix et à Loctudy et interviennent à Plogoff, sous l'ordre notamment du général Gérard Charlot, commandant du groupement de gendarmerie du Finistère. Les gendarmes-parachutistes furent déployés en renfort.[source insuffisante]
Les gendarmes mobiles utilisent parfois des blindés sur roues à Plogoff. Un hélicoptère surveille les manifestants afin de protéger les déplacements des mairies annexes. Des véhicules du génie militaire venus d'Angers seront mobilisés pour franchir les barricades.
Concernant l'armement, des grenades incapacitantes seront employées en grand nombre, dont des « grenades lacrymogènes instantanées » (tolite + gaz CS) (par exemple 85 le vendredi 14 mars, dernier jour de l'enquête d'utilité publique). Du bromo-acétate d'éthyle, bien qu'interdit, semble avoir été utilisé par la police urbaine lors d'émeutes à Quimper qui aurait ainsi liquidé de vieux stocks.

## Conséquences
À la suite d'une mobilisation importante, le projet a été abandonné, ce qui représentait une première en France. L'année précédente, une manifestation à Creys-Malville avait eu des conséquences tragiques : un mort parmi les manifestants, sans compter les blessés, parmi lesquels un garde mobile qui a eu la main arrachée. En parallèle à cette action, des manifestations eurent lieu au Pellerin, près de Nantes, où une autre centrale nucléaire était prévue. Celle-ci fut abandonnée en 1983 conformément aux promesses du candidat socialiste François Mitterrand, avant d'être remplacée par un autre projet, le projet de centrale nucléaire du Carnet, lui aussi abandonné en 1997.

## Postérité
Le groupe de musique Tri Yann, opposé au projet, écrit à ce sujet la chanson éponyme de l'album An heol a zo glaz, qui sort en 1981. Le Kan ar kann (en breton « chant du combat ») décrit la lutte des habitants de Plogoff pour s'opposer à la construction de la centrale nucléaire .
Le décret d’application du 28 septembre 2007 porte création du Parc naturel marin d'Iroise. Couvrant une superficie de 3 500 km2, il est susceptible d'être étendu, cette extension étant proposée aux communes du Cap Sizun (dont fait partie Plogoff) pour les associer aux décisions et prendre en compte la cohérence écologique et socio-économique des bassins d’activités professionnelles et de loisirs.
Le 22 avril 2021, France 3 diffuse le film Plogoff, les révoltés du nucléaire (2021, France, 55 minutes) de François Reinhardt.

### Documentaires
- 1980 : Plogoff, des pierres contre des fusils, Nicole Le Garrec (France, 112 minutes), long-métrage documentaire sorti au cinéma. Le film restauré a été sélectionné au Festival de Cannes 2019 (Cannes Classics).
- 1980 : Le Dossier Plogoff, François Jacquemain (France, 50 minutes), restauré en 2018 par Synaps.
- 2000 : L'affaire Plogoff (France, 52 minutes), Brigitte Chevet.
- 2018 : Plogoff mon amour, mémoire d'une lutte, Dominique Agniel (France, 60 minutes).
- 2021 : Plogoff, les révoltés du nucléaire, François Reinhardt (France, 55 minutes).